# 维拉弗洛雷斯
维拉弗洛雷斯是巴西南大河州的一个市镇。总面积107.815平方公里，总人口3169人，人口密度29.4人/平方公里。